# مارک رید لوین
مارک لوین (انگلیسی: Mark Levin؛ زادهٔ ۲۱ سپتامبر ۱۹۵۷) مجری رادیو، وکیل، نویسنده، روزنامه‌نگار و مجری تلویزیون اهل ایالات متحده آمریکا است. او مجری برنامه رادیویی «مارک لوین» است که به صورت ملی در آمریکا پخش می‌گردد. لوین همچنین مجری برنامه تلویزیونی «زندگی، آزادی و لوین» از شبکه فاکس نیوز است.